# Golib Gaybullayev
Golib Gaybullayev (Koson, 22 de enero de 1996) es un futbolista uzbeko que juega en la demarcación de defensa para el Nasaf Qarshi de la Super Liga de Uzbekistán.

## Selección nacional
Hizo su debut con la selección de fútbol de Uzbekistán el 25 de diciembre de 2023 en un encuentro amistoso contra Kirguistán que finalizó con un resultado de 4-1 tras los goles de Abbosbek Fayzullaev, Jaloliddin Masharipov, Azizbek Amonov y del propio Golib Gaybullayev para el combinado uzbeko, y de Bakhtiyar Duyshobekov para Kirguistán.

## Clubes
| Club         | País       | Año   | Partidos | Goles |
| ------------ | ---------- | ----- | -------- | ----- |
| Nasaf Qarshi | Uzbekistán | 2017- | 210      | 9     |